# Marathon (Texas)
Marathon é uma Região censo-designada localizada no estado norte-americano do Texas, no Condado de Brewster.

## Demografia
Segundo o censo norte-americano de 2000, a sua população era de 455 habitantes.

## Geografia
De acordo com o United States Census Bureau tem uma área de
13,6 km², dos quais 13,6 km² cobertos por terra e 0,0 km² cobertos por água. Marathon localiza-se a aproximadamente 1256 m acima do nível do mar.

## Localidades na vizinhança
O diagrama seguinte representa as localidades num raio de 76 km ao redor de Marathon.